# 5947 Bonnie
Az 5947 Bonnie (ideiglenes jelöléssel 1985 FD) a Naprendszer kisbolygóövében található aszteroida. Carolyn Shoemaker,  Eugene Merle Shoemaker fedezte fel 1985. március 21-én.